# Stylosanthes hamata
Stylosanthes hamata är en ärtväxtart som först beskrevs av Carl von Linné, och fick sitt nu gällande namn av Paul Hermann Wilhelm Taubert. Stylosanthes hamata ingår i släktet Stylosanthes och familjen ärtväxter. Inga underarter finns listade i Catalogue of Life.

## Bildgalleri

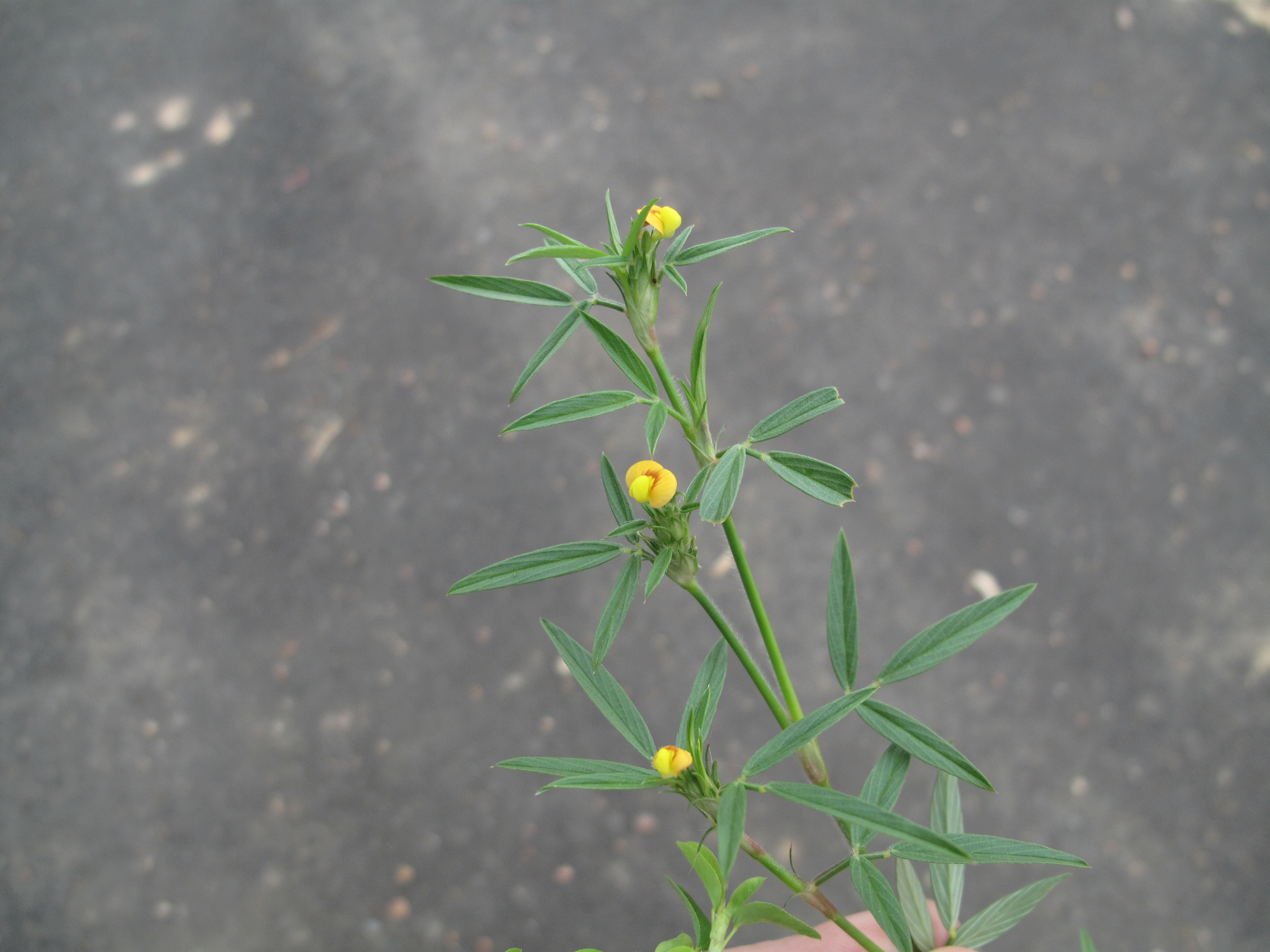